# Интернет-магазин
Интернет-магазин (англ. online store или e-shop) — сайт, торгующий товарами посредством сети Интернет. Позволяет пользователям онлайн, в своём браузере или через мобильное приложение, сформировать заказ на покупку, выбрать способ оплаты и доставки заказа, оплатить заказ. При этом продажа товаров осуществляется дистанционным способом и она накладывает ограничения на продаваемые товары. Так, в некоторых странах имеется запрет на интернет-торговлю алкоголем, оружием, ювелирными изделиями и другими товарами (к примеру, в России запрещена дистанционная продажа алкоголя и других товаров, свободная реализация которых запрещена или ограничена).
Когда онлайн-магазин настроен на то, чтобы позволить компаниям покупать у других компаний, этот процесс называется онлайн-магазинами бизнес для бизнеса (B2B). Типичный интернет-магазин позволяет клиенту просматривать ассортимент продуктов и услуг фирмы, просматривать фотографии или изображения продуктов, а также информацию о технических характеристиках продукта и ценах.
Интернет-магазины обычно позволяют покупателям использовать функции поиска, чтобы найти конкретные модели, бренды или предметы.
Первый интернет-магазин — книготорговый сайт books.com — открыл в 1992 году Чарльз Стэк.

## Социальные последствия
Предоставленная цифровым пространством возможность любому человеку в любой точке земного шара найти и купить любой товар стирает границы территорий, нивелирует национальную самобытность, размывает все возможные барьеры, так или иначе противопоставляющие одних людей другим, в чём бы это ни выражалось — будь то языковые, религиозные, расовые разграничения, предубеждения или неприязнь между народами.
Можно предположить, что поколение next перестанет рассматривать покупку как необходимость перемещения куда-либо в реальном пространстве. Опустение торговых центров, сокращение количества горожан, спешащих на рынки и в магазины, а также снижение нагрузки на транспортную инфраструктуру — важные последствия киберторговли, которые влекут за собой изменение городской среды.

## Дизайн
Клиентов привлекают покупки в Интернете не только из-за высокого уровня удобства, но и из-за более широкого выбора, конкурентоспособных цен и более широкого доступа к информации. Бизнес-организации стремятся предлагать покупки в Интернете не только потому, что это гораздо дешевле по сравнению с традиционными магазинами, но и потому, что это обеспечивает доступ к мировому рынку, повышает ценность для клиентов и создает устойчивые возможности.